# Блідарі (Вилча)
Блідарі (рум. Blidari) — село у повіті Вилча в Румунії. Входить до складу комуни Голешть.
Село розташоване на відстані 148 км на північний захід від Бухареста, 6 км на південний схід від Римніку-Вилчі, 97 км на північний схід від Крайови, 111 км на південний захід від Брашова.

## Населення
За даними перепису населення 2002 року у селі проживали 540 осіб, усі — румуни. Усі жителі села рідною мовою назвали румунську.